# ياخيني
ياخيني ( (بالعبرية: יָכִינִי‏) ) هو موشاف أرثوذكسي في جنوب إسرائيل. يق في شمال صحراء النقب بالقرب من سديروت، وتقع تحت إدارة مجلس باب النقب الإقليمي. في 2019 كان عدد سكانها 734. 

## التاريخ
تأسس الموشاف في 1950 على يد مهاجرين يهود من اليمن، الذين تم جلبهم إلى إسرائيل خلال عملية بساط الريح، عندما وصل معظم اليهود اليمنيين إلى البلاد. سميت القرية نسبة إلى أحد أبناء سمعان بن البطريرك يعقوب، لأنها تقع في منطقة كانت تابعة لسبط شمعون في زمن الكتاب المقدس (عدد 26: 12).[بحاجة لمصدر]
تأسست ياخيني على أراضي قرية المحرقة الفلسطينية المهجورة. 